# Salih Özcan
Salih Özcan (sinh ngày 11 tháng 1 năm 1998) là một cầu thủ bóng đá chuyên nghiệp thi đấu ở vị trí tiền vệ cho câu lạc bộ Bundesliga Borussia Dortmund . Sinh ra ở Đức, anh chơi cho Đội tuyển bóng đá quốc gia Thổ Nhĩ Kỳ .